# Soerendonk, Sterksel en Gastel

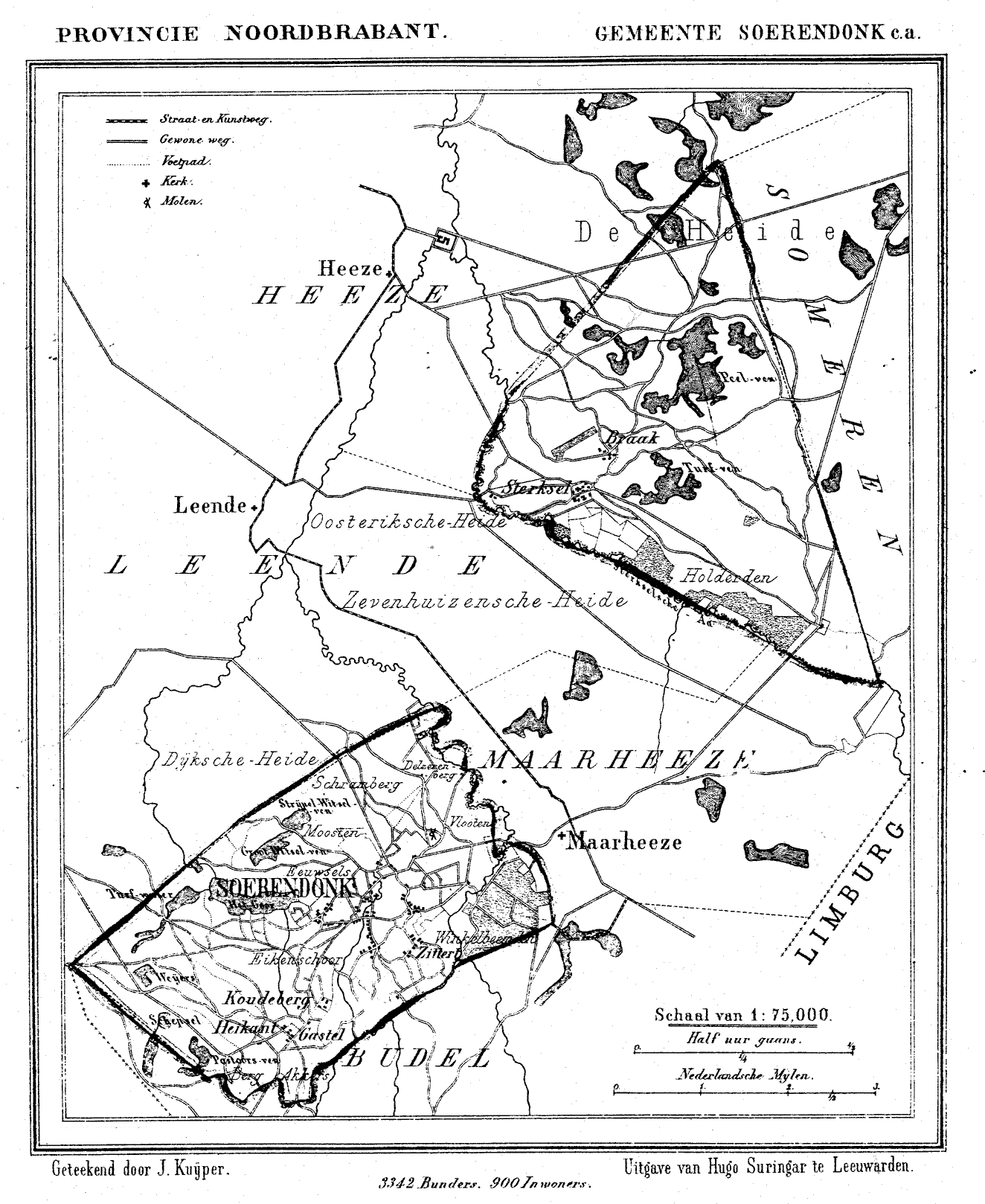
Carte de Soerendonk, Sterksel en Gastel en 1867

Soerendonk, Sterksel en Gastel est une ancienne commune néerlandaise de la province du Brabant-Septentrional, située dans le sud-est de la province.
En 1840, la commune comptait 152 maisons et 875 habitants.
Le territoire de cette commune était coupé en deux : Sterksel était séparé de Soerendonk et de Gastel par le territoire de Maarheeze et de Leende.
Soerendonk, Sterksel en Gastel a été créé en 1821 par la fusion de Soerendonk en Sterksel et Gastel. La commune a existé jusqu'au 1er janvier 1925, date de son rattachement à Maarheeze. De nos jours, Soerendonk et Gastel font partie de la commune de Cranendonck, tandis que Sterksel a rejoint la commune de Heeze-Leende en 1997.

## Référence
1. ↑  Alphabetisch register van alle bewoonde oorden des Rijks, Departement van Oorlog, Éd. Erven Doorman, 's-Gravenhage, 1850